# Жабино
Жа́бино (рос. Жабино, ерз. Кеченьбие) — село у складі Ардатовського району Мордовії, Росія. Входить до складу Урусовського сільського поселення.

## Населення
Населення — 381 особа (2010; 481 у 2002).
Національний склад (станом на 2002 рік):
- ерзяни — 98 %